# Municipio de Plain (condado de Franklin)
El municipio de Plain (en inglés: Plain Township) es un municipio ubicado en el condado de Franklin en el estado estadounidense de Ohio. En el año 2010 tenía una población de 9829 habitantes y una densidad poblacional de 186,12 personas por km².

## Geografía
El municipio de Plain se encuentra ubicado en las coordenadas 40°5′39″N 82°48′1″O / 40.09417, -82.80028. Según la Oficina del Censo de los Estados Unidos, el municipio tiene una superficie total de 52.81 km², de la cual 52.13 km² corresponden a tierra firme y (1.29%) 0.68 km² es agua.

## Demografía
Según el censo de 2010, había 9829 personas residiendo en el municipio de Plain. La densidad de población era de 186,12 hab./km². De los 9829 habitantes, el municipio de Plain estaba compuesto por el 89.12% blancos, el 2.82% eran afroamericanos, el 0.13% eran amerindios, el 5.58% eran asiáticos, el 0.08% eran isleños del Pacífico, el 0.38% eran de otras razas y el 1.89% pertenecían a dos o más razas. Del total de la población el 1.63% eran hispanos o latinos de cualquier raza.